# Prazeres Barbosa
Prazeres Barbosa (Caruaru, 2 de outubro de 1950) é uma atriz brasileira de televisão, cinema e teatro.

## Biografia
Prazeres foi professora durante 20 anos. Mecenas de Artes Cênicas ladeada por Ariano Suassuna e João Cabral de Melo Neto; uma das atrizes mais premiadas de Pernambuco. Prazeres tem uma estátua em sua homenagem em Caruaru.
Em setembro de 2010 foi lançada a biografia da atriz, escrita pelo jornalista Fernandino Neto, intitulada Prazer em Conhecer - A Biografia da Premiada Atriz Pernambucana Prazeres Barbosa.

## Carreira

### Televisão
| Ano  | Título                       | Personagem                     | Notas                                         |
| ---- | ---------------------------- | ------------------------------ | --------------------------------------------- |
| 2025 | Vale Tudo                    | Lu                             |                                               |
| 2024 | Volta por Cima               | Conceição                      | Episódio: "7 de outubro"                      |
| 2023 | Amor Perfeito                | Zélia                          | Episódio: "30 de março"                       |
| 2022 | Cine Holliúdy                | Pitombense                     | Episódio: "4"                                 |
| 2020 | Salve-se Quem Puder          | Marieta                        |                                               |
| 2019 | Sob Pressão                  | Arminda                        | Episódio: "25 de julho"                       |
| 2017 | Procurando Casseta & Planeta | Dona Inesita                   |                                               |
| 2016 | Velho Chico                  | Assunção                       | [ 4 ]                                         |
| 2015 | Sete Vidas                   | Ana                            |                                               |
| 2015 | Império                      | Tia de Vicente                 | Episódios: "9–10 de março"                    |
| 2014 | Em Família                   | Mocinha                        |                                               |
| 2013 | Joia Rara                    | Dona Djanira                   |                                               |
| 2013 | Pé na Cova                   | Nivalda                        | Episódio: Quero Morrer no Carnaval            |
| 2012 | Louco por Elas               | Neide                          | 1 episódio                                    |
| 2012 | Salve Jorge                  | Dinorá                         |                                               |
| 2012 | Avenida Brasil               | Déa                            |                                               |
| 2012 | Gabriela                     | Freira Piedade                 | Participação especial                         |
| 2011 | Aquele Beijo                 | Almira                         |                                               |
| 2010 | Tempos Modernos              | Rondônia Alves                 | [ 5 ]                                         |
| 2010 | Nosso Querido Trapalhão      | Dinorá Aragão                  | Especial de fim de ano                        |
| 2009 | Cama de Gato                 | Maria                          | [ 7 ]                                         |
| 2009 | Malhação                     | Lurdes                         |                                               |
| 2009 | Por Toda Minha Vida          | Aurélia Barbosa de Medeiros    | Episódio: Chacrinha                           |
| 2008 | A Favorita                   | Tia Raimunda                   |                                               |
| 2007 | Duas Caras                   | Shirley                        |                                               |
| 2007 | A Diarista                   | Cleumira                       | Episódio: Aquele do Engarrafamento            |
| 2007 | A Pedra do Reino             | Comendador Basílio/Dom Eusébio |                                               |
| 2005 | A Diarista                   | Neucete                        | Episódio: Traga a Diarista Amada em três dias |

### Cinema
| Ano  | Título                                           | Personagem                |
| ---- | ------------------------------------------------ | ------------------------- |
| 2017 | Dona Flor e Seus Dois Maridos                    | Regina                    |
| 2017 | Ódio                                             | Dona da Pensão            |
| 2015 | A Esperança é a Última que Morre                 | Celma                     |
| 2014 | A Balada do Provisório                           | [ 9 ]                     |
| 2014 | O Candidato Honesto                              | Dona Justina              |
| 2011 | Eu Nunca Deveria Ter Voltado                     |                           |
| 2010 | Tropa de Elite 2                                 | Dona Olga                 |
| 2010 | Chico Xavier                                     | Mulher que recebe relógio |
| 2010 | The Expendables                                  | Mulher no Bar             |
| 2006 | A Máquina                                        | Prazeres                  |
| 2006 | Canta Maria                                      | Mulher                    |
| 2006 | Agreste Adentro                                  |                           |
| 2005 | Árido Movie                                      | Senhora de Rocha 2        |
| 2004 | Espelho d'Água - Uma Viagem no Rio São Francisco | Almerinda                 |
| 2002 | As Três Marias                                   | Adalgisa                  |
| 1998 | Chega de Cangaço                                 |                           |
| 1997 | Baile Perfumado                                  | [ 11 ]                    |
| 1995 | O Cangaceiro                                     | Velha das cabras          |
| 1995 | América au Poivre                                |                           |
| 1992 | As Videntes de Cimbres                           |                           |